# Гранд-авеню — Ньютаун (линия Куинс-бульвара, Ай-эн-ди)
|   |     |     |     |     |   |
| · | · л | · э | · э | · л | · |

|   |     |     |     |     |   |
| · | · л | · э | · э | · л | · |

«Гранд-авеню — Ньютаун» (англ. Grand Avenue–Newtown) — станция Нью-Йоркского метрополитена, расположенная на линии Куинс-бульвара, Ай-эн-ди. Станция находится в Квинсе, в округе Элмхарст, на пересечении Гранд-авеню и Бродвея с Куинс-бульваром. На станции останавливаются маршруты: E (ночью), M (в будни днём и вечером) и R (круглосуточно, кроме ночи). Станцию проходят без остановки маршруты: E (круглосуточно, кроме ночи), F (круглосуточно) и <F> (в часы пик в пиковом направлении).

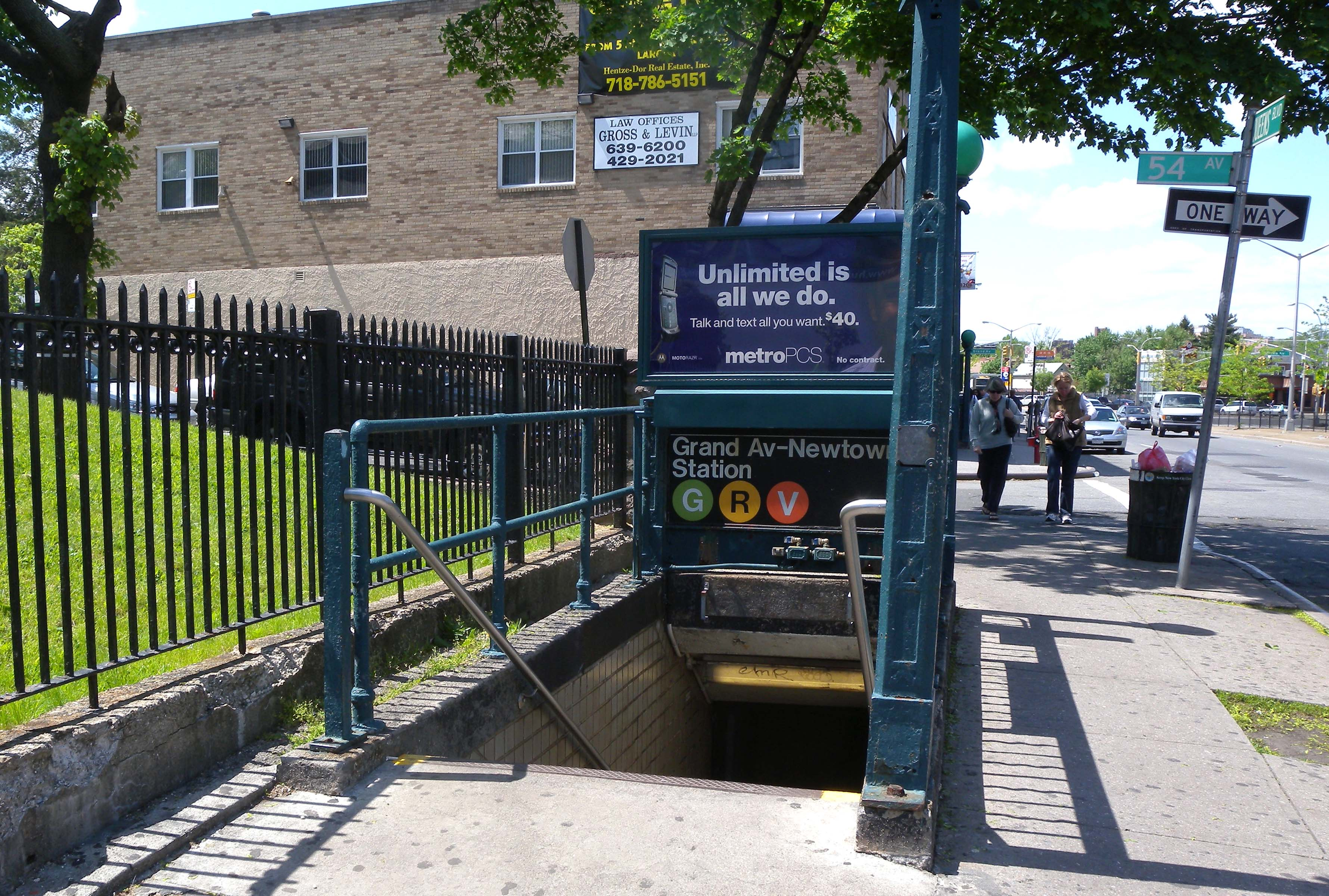
Западный выход со станции

Станция представлена четырьмя путями и двумя боковыми платформами, обслуживающими внешние пути. Сама станция окрашена в синие цвета. Название представлено как в виде мозаики на стенах, так и в виде чёрных табличек на колоннах.
Имеется единственный выход. турникеты располагаются в мезонине над платформами. С платформ в мезонин ведут две пары лестниц — с восточной и с западной половин платформы. Круглосуточно открыты только западные лестницы. Восточные лестницы позволяют совершить бесплатный переход между платформами. Выход приводит к перекрёстку Гранд-авеню и Бродвея с Куинс-бульваром